# 酒井彩
酒井 彩（さかい あや）は、日本の教育学者（日本語教育）。学位は博士（人文科学）（お茶の水女子大学・2014年）。静岡県立大学国際関係学部准教授・大学院国際関係学研究科准教授。
お茶の水女子大学グローバル人材育成推進センター特任アソシエイトフェロー、九州大学留学生センター准教授などを歴任した。

## 概要
日本語教育を専攻する教育学者である。日本語教師の役割についての研究や、その養成などに取り組んでいた。お茶の水女子大学、九州大学、静岡県立大学などで教鞭を執った。

## 来歴

### 生い立ち
同名の国立大学法人により設置・運営されるお茶の水女子大学の大学院に進学し、人間文化創成科学研究科の比較社会文化学専攻にて国際日本学領域に在籍した。2014年（平成26年）、お茶の水女子大学の大学院における博士後期課程を修了した。それに伴い、博士（人文科学）の学位を取得した。

### 教育学者として
母校であるお茶の水女子大学に採用され、グローバル人材育成推進センターの特任アソシエイトフェローとして着任した。その後、同名の国立大学法人により設置・運営される九州大学に採用され、留学生センターの准教授として着任した。その後、県と同名の公立大学法人の設置・運営する静岡県立大学に採用され、2023年（令和5年）4月より国際関係学部の准教授として着任した。国際関係学部においては、主として国際言語文化学科の講義を担当した。また、静岡県立大学の大学院においても、2023年（令和5年）より国際関係学研究科の准教授を兼務していた。国際関係学研究科においては、主として比較文化専攻の講義を担当した。

## 研究
専門は教育学であり、特に日本語教育に関する分野の研究に従事している。具体的には、日本語教師の役割の研究や、その養成についての研究に取り組んでいた。また、日本語の習得と異文化間での友人関係の構築に関する研究に取り組んでいた。また、友人との間で気軽に使うようなカジュアルな日本語を「友だちことば」と位置づけ、それをいわゆる「キャラ」になりきって学習するという取り組みを行っている。髙木祐輔、川鍋智子、斉藤信浩とともに専門書も上梓している。
学術団体としては、日本語教育学会、異文化間教育学会、日本キャリア教育学会、日本言語文化学研究会、などに所属していた。

## 略歴
- 2014年 - お茶の水女子大学大学院人間文化創成科学研究科博士後期課程修了[7]。
- 2023年 - 静岡県立大学国際関係学部准教授[5][6]。
- 2023年 - 静岡県立大学大学院国際関係学研究科准教授[6]。

## 著作

### 共著
- 酒井彩ほか著『キャラで学ぶ友だち日本語』くろしお出版、2019年。ISBN 978-4-87424-808-9